# ディミトリ・ドラジャン
ディミトリ・ドラジャン（Dimitri Dragin、1984年12月2日 - ）は、フランスのル・アーヴル出身の男子柔道選手。階級は60kg級。身長165cm。

## 来歴
2006年の世界団体で3位になると、世界学生の60㎏級では優勝を飾った。2008年の北京オリンピックでは5位にとどまり、メダルは獲得できなかった。

## 主な戦績
- 2006年 - ドイツ国際　3位
- 2006年 - 世界団体　3位
- 2006年 - 世界学生　優勝
- 2007年 -　フランス国際　3位
- 2008年 -　北京オリンピック　5位
- 2009年 -　グランドスラム・パリ　優勝
- 2010年 -　グランドスラム・パリ　3位

(出典JudoInside.com)。